# Сарабанда (фильм)
«Сарабанда» (швед. Saraband) — художественный фильм 2003 года, последняя работа шведского кинорежиссёра Ингмара Бергмана.

## Сюжет
Действие фильма, по сути, продолжает фильм Бергмана 1973 года «Сцены из супружеской жизни»: здесь вновь появляются те же главные герои — Йохан и Марианна. Однако режиссёр подчёркивал, что не хочет, чтобы новая картина рассматривалась как прямое продолжение «Сцен»: «Просто я настолько хорошо знаю персонажей, что легко представляю себе их дальнейшую судьбу».
У Марианны внезапно возникает потребность видеть своего бывшего мужа Юхана, и она решается посетить его старый загородный дом в шведской провинции Даларна. Приезжая туда чудесным осенним днём, она будит его слабым поцелуем. Неподалёку живут сын Юхана Хенрик и уже почти взрослая дочь Хенрика — Карин.
Хенрик даёт своей дочери уроки виолончели и видит её будущее уже решённым. Их взаимоотношения очень напряжённые. Отношения между отцом и сыном тоже нельзя назвать идеальными, хотя они оба заботливо относятся к Карин. И оба одинаково сильно оплакивают возлюбленную Хенрика Анну, умершую около двух лет назад.
Марианне вскоре становится ясно, что всё происходит не так, как должно быть, и она невольно оказывается в сложной и неприятной конфликтной ситуации.

## В ролях
| Актёр            | Роль     |
| ---------------- | -------- |
| Лив Ульман       | Марианна |
| Эрланд Юзефсон   | Юхан     |
| Бёрье Альстедт   | Хенрик   |
| Джулия Дафвениус | Карин    |
| Гуннель Фред     | Марта    |

## Награды
- 2005 —  номинант премии «Сезар» в категории Лучший фильм из Европейского союза.
- 2005 —  приз Аргентинской ассоциации кинокритиков - Специальный Кондор.
- 2006 —  премия Sant Jordi Awards.

## Интересные факты
- О названии фильма Ингмар Бергман сказал, что оно «вызывает ассоциации с замечательной виолончельной сюитой Баха. Сарабанда — это танец, который танцует пара. Согласно описанию, он очень эротичен, за что даже был запрещён в Испании в XVI веке. В конце концов он стал одним из четырёх непременных танцев, входящих в инструментальные сюиты эпохи барокко в качестве сначала последней, а позже третьей части. Фильм следует структуре сарабанды: здесь всегда присутствуют двое — во всех десяти сценах и в эпилоге»[1].
- В фильме звучит музыка Иоганна Себастьяна Баха, в том числе «Сарабанда», Антона Брукнера, Иоганна Брамса, Роберта Шумана.